# Kim Eun-ha
Kim Eun-ha (Koreaans: 김 은하) (Zuid-Korea, 8 maart 1975) is een tennisspeelster uit Zuid-Korea.
Tussen 1995 en 1998 speelde Kim 29 partijen op de FedCup.
Op de Olympische Zomerspelen van Atlanta in 1996 speelde Kim voor Zuid Korea in het damesdubbelspel samen met Park Sung-hee. Ze eindigden samen als 17e.
Op de Universiade behaalde ze met Kim Mi-ok in 2001 een zilveren medaille.

## Posities op deWTA-ranglijst
Positie per einde seizoen:
| jaar | rang enkelspel | rang dubbelspel |
| ---- | -------------- | --------------- |
| 1995 | 255            | 214             |
| 1996 | 261            | 842             |
| 1997 | 170            | 123             |
| 1998 | 159            | 95              |
| 1999 | 349            | 186             |
| 2000 | 209            | 175             |
| 2001 | 198            | 168             |
| 2002 | 336            | 345             |
| 2003 | 611            |                 |